# Багратуни, Ваган Вачеевич
Ваагн Вачеевич Багратуни (арм. Վահագն Բագրատունի, 12 марта 1938, Ереван — 1 июля 1991, там же) — армянский советский актёр, режиссёр, педагог, народный артист РСФСР.

## Биография
Ваагн Вачеевич Багратуни родился 12 марта 1938 года в Ереване в артистической семье.
В 1960 году окончил Ереванский художественно-театральный институт по специальности актёр драматического театра. В 1964 году окончил факультет режиссуры музыкального театра ГИТИСа.
С 1964 года, работал режиссёром в Саратовском театре оперы и балета, преподавал в Саратовской консерватории. В 1967—1974 годах был главным режиссёром Государственного академического театра оперы и балета имени А. А. Спендиарова в Ереване.
В марте 1974 года его пригласили в Новосибирский театр оперы и балета на постановку оперы П. И. Чайковского «Орлеанская дева» и в 1974—1988 годах был главным режиссёром Новосибирского театра. Осуществил в Новосибирске более 20 оперных постановок, большие концертные программы. Кроме этого в 1981—1988 годы преподавал в Новосибирской консерватории, был профессором кафедры оперной подготовки.
С 1988 года до конца жизни жил и работал на родине в Ереване.
Осуществил ряд постановок в Донецке, Улан-Баторе, Стамбуле и других городах.
Умер 1 июля 1991 года в Ереване.

## Семья
- Отец — актёр Ваче Багратуни (1911—1992), играл в Армянском театре имени Сундукяна, заслуженный артист Армянской ССР.
- Мать — Виолетта Вартанян, певица Государственного оперного театра им. А. А. Спендиарова.

## Награды и премии
- Заслуженный деятель искусств РСФСР (27.10.1977)[2].
- Народный артист РСФСР (17.01.1983).
- Орден «Знак Почёта» (11.03.1988).

## Работы в театре
- «Орлеанская дева» П. Чайковского
- «Царская невеста» Н. Римского-Корсакова
- «Фиделио» Л. Бетховена
- «Кармен» Ж. Бизе
- «Травиата» Дж. Верди
- «Сказки Гофмана» Ж. Оффенбаха
- «Госпожа Бовари» Э. Бондевиля (впервые в СССР, 1980)
- «Необычайное происшествие» Г. Иванова
- «Отелло» Дж. Верди
- «Севильский цирюльник» Дж. Россини
- «Горячий снег» А. Холминова
- «Князь Игорь» А. Бородина
- «Мадам Баттерфляй» Дж. Пуччини
- «Ревизор» Г. Иванова

В сотрудничестве с Б. Е. Грузиным:
- «В бурю» Т. Хренникова
- «Фиделио» Л. Ван Бетховена
- «Отелло» Дж. Верди
- «Севильский цирюльник» Дж.Россини
- «Хованщина» М. Мусоргского

## Фильмография
1. 1954 — Тайна горного озера — геолог (нет в титрах)
2. 1955 — Призраки покидают вершины — альпинист
3. 1956 — Тропою грома — Смит
4. 1957 — Лично известен — Сулейман
5. 1966 — Охотник из Лалвара — эпизод
6. 1974 — Утёс — Маркар
7. 1976 — Рождение — эпизод